# Überzeichnung (Kunst)
Durch Überzeichnung bzw. Chargieren (französisch charger = beladen; vulgärlateinisch carricare von lateinisch carrus = Karre) wird eine Figur in Theater, Film, Literatur oder der bildenden Kunst nicht individuell, sondern stark (stereo-)typisiert gestaltet, meist im Hinblick entweder auf eine Verdeutlichung oder auf eine komische Wirkung.

## Stilmittel
Durch Verdeutlichung wird die Erkennbarkeit vergrößert (etwa Weiß für die Unschuld, Schwarz für den Bösewicht im Melodram). Ebenso wird durch Verdeutlichung etwas feierlich gemacht, überhöht, aus dem Alltäglichen herausgehoben. Wenn dieses Deutliche hingegen überdeutlich wird, kippt die Darstellung um in eine Karikatur. Wo die Grenze liegt, hängt weitgehend vom Betrachter ab.
Die Mimik einer Figur ebenso wie die Betonung des Gesprochenen können überzeichnet und damit realitätsfern erscheinen. Überzeichnung kann ebenfalls durch einen Text vorgegeben sein, der den Figuren Sätze in den Mund legt, die sie im wirklichen Leben niemals sagen würden.
Dieses Kunstgriffes bedienen sich etwa Comedyserien, die oft nicht den Anspruch erheben, realitätsnah zu sein, sondern lediglich unterhalten wollen und mit der Überzeichnung ihre Harmlosigkeit signalisieren. Mit ihnen wird eine deutliche Unterscheidung zwischen „Fiction“- und „Non-Fiction“-Anteilen eines Fernsehprogramms erzeugt (als einfach zu bewältigende Spiel/Ernst-Unterscheidung).

## „Chargieren“ in der Schauspielkunst
In der europäischen Schauspielkunst wurde die Überzeichnung zunehmend vermieden. Bis zum Ersten Weltkrieg waren Schauspieler noch für Rollenfächer engagiert, die sie beherrschten, wie den „jugendlichen Liebhaber“ oder die „komische Alte“. Im Zuge des Naturalismus seit etwa 1900 wurde es allerdings üblich, die Rollen nicht mehr nach diesen traditionellen Schablonen, sondern möglichst persönlich und einmalig zu gestalten. Die hergebrachten „Chargen“ (frz. „Rollenfach“), die es in der Oper oder in der Posse nach wie vor gab und gibt, wirkten seither veraltet und wurden oft geringgeschätzt. Oft wird der Begriff Chargenrolle mit einer unbedeutenden Nebenrolle gleichgesetzt, für die keine differenzierte Figur, sondern ein leicht erkennbarer Typ gefragt ist.
Von dieser negativen Bedeutung abgeleitet ist der Begriff „Chargieren“ (auch „Outrieren“), der eine übertriebene, unnatürliche, unrealistische, effekthascherische Spielweise bezeichnet. Beim naturalistischen Theater wird hingegen angenommen, dass die Figuren real existieren könnten. Durch Vermeidung des Chargierens versucht sich das professionelle Schauspiel oft vom unprofessionellen zu unterscheiden. Chargen werden allerdings auch als Kunstmittel eingesetzt, ähnlich wie Masken. Zum Beispiel können „Verfremdungseffekte“ durch stellenweise typisiertes oder übertriebenes Spiel erzielt werden.